# Rachel Grady
Rachel Grady er en filminstruktør der var involveret i produktionen af dokumentarfilmene Jesus Camp, The Boys of Baraka, og 12th & Delaware. Hun er datter af James Grady.

## Jesus Camp
Jesus Camp blev produceret og filmen af Grady i 2005 og debuterede i 2006 på Tribeca Film Festival, hvor den blev nomineret til Oscar for bedste dokumentar under Oscaruddelingen 2007.

## 12th & Delaware
Grady var med til at producere og filme 12th & Delaware. Gilmen havde premiere den 24. januar 2010 Sundance Film Festival 2010 under U.S. Documentary Competition.